# Hu Jintao

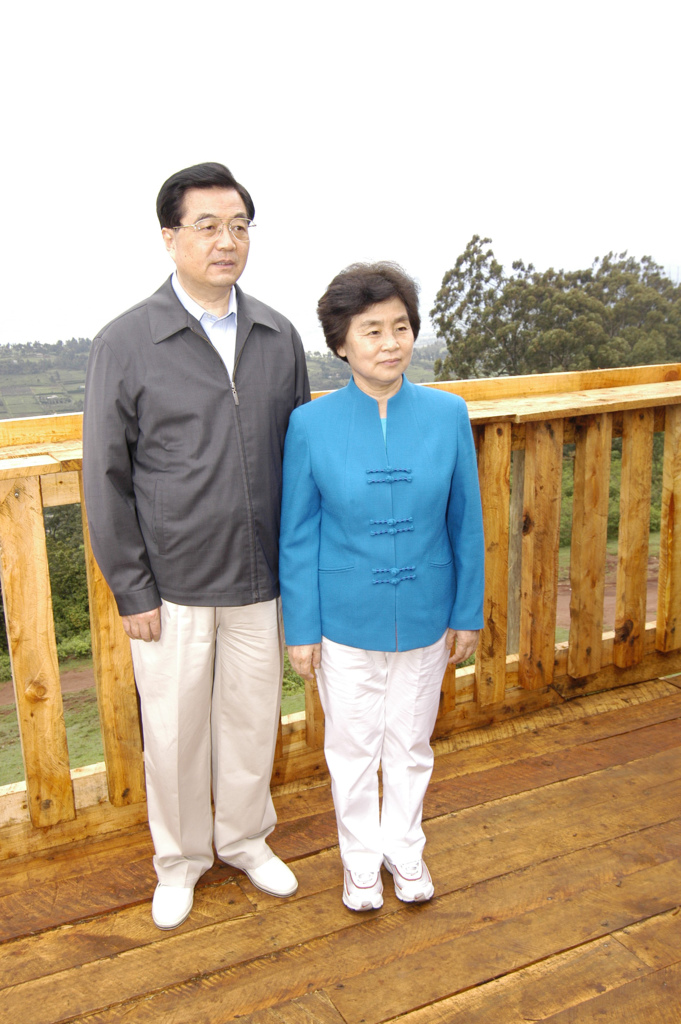
Hu Jintao och hans hustru

Hu Jintao, född 21 december 1942 i Jiangyan, Jiangsu, är en kinesisk politiker som efterträdde Jiang Zemin som ledare för den fjärde generationens ledarskap inom Kinas kommunistiska parti. Han var generalsekreterare för Kinas kommunistiska parti från 2002 till 2012, Folkrepubliken Kinas president åren 2003–2013 och ordförande i den Centrala militärkommissionen från 2004 till 2012.
Hu har varit involverad i kommunistpartiet under den största delen av sitt vuxna liv, och har varit partisekreterare för Guizhou-provinsen och den autonoma regionen Tibet, och var sedan förste sekreterare i partiets centrala sekretariat och vice president under den tidigare ledaren Jiang Zemin. Hu är den första ledaren för kommunistpartiet utan några betydande revolutionära referenser. Som sådan representerade hans maktövertagande Kinas övergång av ledarskap från etablerade kommunister till yngre, mer pragmatiska teknokrater.
Under sin regeringsperiod återinförde Hu statlig kontroll i vissa sektorer av ekonomin som släppts lös av den tidigare administrationen, och var konservativ med politiska reformer. Tillsammans med sin kollega, premiärminister Wen Jiabao, presiderade Hu över nästan ett decennium av konsekvent ekonomisk tillväxt och utveckling som cementerade Kina som en stormakt. Han förbättrade socioekonomisk jämlikhet i hela landet genom det "vetenskapliga utvecklingskonceptet", som syftade till att bygga ett "harmoniskt samhälle" som var välmående och fri från sociala konflikter. Samtidigt höll Hu ett tätt lock på Kina politiskt, och slog ner sociala störningar, etniska minoritetsprotester och oliktänkande personer. I utrikespolitiken förespråkade han "Kinas fredliga utveckling", och bedrev "mjuk makt" i internationella relationer och en affärsinriktad syn på diplomati. Under hans ämbetstid ökade Kinas inflytande i Afrika, Latinamerika och andra utvecklingsländer.
Hu hade en lågmäld och reserverad ledarstil och är enligt uppgift djupt troende i konsensusbaserade regler. Dessa egenskaper gjorde Hu till en ganska intetsägande politiker i allmänhetens ögon och har förkroppsligat fokus i kinesisk politik på teknokratisk kompetens snarare än personlighet.
Hu var den ledare som suttit längst i något av G20-nationerna i slutet av sin regeringstid, och gick i pension som generalsekreterare på Kommunistpartiets 18:e rikskongress i november 2012. Han kom att avgå som president i mars 2013 efter tillkännagivandet av en ny president från politbyråns ständiga utskott, Xi Jinping.

## Utbildning och tidig karriär
Hu Jintaos familj härstammar från Jixi i Anhui-provinsen, men Hu föddes i Jiangyan i Jiangsu-provinsen. Från tidig ålder var han förtjust i verk av ryska författare och konstnärer. Hans favoritförfattare är Lev Tolstoj, Michail Sjolochov, Aleksandr Pusjkin och Turgenjev.
Hu Jintao är utbildad hydraulikingenjör från det prestigefyllda Tsinghuauniversitetet i Peking. Politiskt är han moderat och försiktig. Han tillbringade merparten av sin tidigare karriär i landets fattigare delar, och var därför relativt okänd för västerländska analytiker innan han blev president.
Mellan 1974 och 1985 tjänstgjorde Hu på olika poster i kommunistpartiet i Gansu-provinsen. 1982 blev han sekreterare i Gansu-avdelningen i Kinas kommunistiska ungdomsförbund och 1984 blev han sekreterare i ungdomsförbundet på nationell nivå. Det var i ungdomsförbundet Hu skapade sitt första politiska nätverk och många av de som varit allierade med Hu sedan dess räknas idag till "ungdomsförbundsfalangen" (tuanpai) inom kommunistpartiets ledning.

## Regional partisekreterare
1985 såg generalsekreteraren Hu Yaobang till att Hu Jintao utnämndes till partisekreterare i Guizhou-provinsen och tre år senare blev han utnämnd till partisekreterare i Tibet, vilket gjorde honom till en reell makthavaren i regionen. När den tibetanska huvudstaden Lhasa skakades av upplopp den 5 mars 1989 förklarade Hu undantagstillstånd i regionen och undertryckte rörelsen med hårda metoder.

## Nationell ledare
På det kinesiska kommunistpartiets fjortonde kongress 1992 valde partiveteranerna Deng Xiaoping och Chen Yun nya ledamöter till politbyråns ständiga utskott, som skulle kunna leda partiet efter Jiang Zemin gått i pension. Hu blev utvald till ledamot i det mäktiga femmanna-utskottet och blev därmed dess yngste medlem.
2002 efterträdde han Jiang Zemin på posten som generalsekreterare och året därpå blev att utsedd till landets president. 2004 och 2005 efterträdde han även Jiang som ordförande i partiets respektive statens Centrala militärkommissioner, vilket innebär att Hu nu innehade alla toppämbeten i både stat och parti.
Han har arbetat för en fortsatt marknadsekonomisk utveckling av Kina, men anses politiskt mindre liberal än sin föregångare Jiang Zemin.

## Sverigebesök
Hu Jintao kom till Sverige den 8–10 juni 2007 för det första statsbesöket från Kina. Under besöket tog han bland annat emot Ostindiefararen Götheborg som kom tillbaka från en seglats till Kina. Hu Jintao och Sveriges kung Carl XVI Gustaf höll tal till ett stort antal personer i samband med detta. Inga större demonstrationer skedde mot honom och inga under talet, trots rykten att det skulle ske.

## Pension
Hu avgick som partiledare och ordförande i partiets centrala militärkommission på Kommunistpartiets 18:e kongress i oktober 2012, och lämnade sedan även sina statliga uppdrag som president och ordförande i den statliga militärkommissionen på den nästföljande Nationella folkkongressen i mars 2013. Hu efterträddes på alla fyra uppdragen av Xi Jinping.
Den 18:e partikongressen lät skriva in Hus "vetenskapliga syn på utveckling" i partiprogrammet som del av partiets officiella ideologi, som nu alltså lyder: "Marxism-Leninismen, Mao Zedongs tänkande, Deng Xiaopings teorier, den viktiga tanken om De tre representationerna och en Vetenskaplig syn på utveckling".
Efter pensionen har Hu i stort sett försvunnit från medialjuset i Kina och tycks inte längre delta aktivt i politiken, men tros precis som Jiang Zemin fortfarande utöva en sorts vetorätt i kontroversiella beslut, till exempel korruptionsutredningen mot Hus tidigare säkerhetschef Zhou Yongkang.